# Hogna volxemi
Hogna volxemi är en spindelart som först beskrevs av Philipp Bertkau 1880.
Hogna volxemi ingår i släktet Hogna och familjen vargspindlar. Inga underarter finns listade i Catalogue of Life.
Arten förekommer i Brasilien.